# 아인알라미
아인알라미(Ainalrami) 또는 궁수자리 누¹(Nu¹ Sgr, ν¹ Sgr)은 지구로부터 궁수자리 방향으로 약 1,100 광년 떨어져 있는 다중성계이다. 이 계의 구성원 셋은 각각 궁수자리 누¹ A(계의 명칭 아인알라미가 공식적으로 부여된 천체), B, C이다. 이들 중 A와 B는 각자가 다시 분광쌍성이다.

## 명명법
궁수자리 누¹은 이 계를 바이어 명명법으로 표시한 이름이다.
궁수자리 누¹과 누²(둘을 합쳐 '궁수자리 누' ν Sgr로 표기)는 전통적 명칭 '아인 알 라미'로 불려 왔는데 이 명칭은 아랍어 عين الرامي (아인 알-라미, '궁수의 눈')에서 왔다. 2016년 국제천문연맹(IAU)은 항성들의 고유명칭을 정리하고 표준화할 목적으로 항성명칭 워킹그룹(WGSN)을 결성했다. WGSN의 명칭부여 규칙에 따르면 고유명칭은 계 전체가 아니라 계를 구성하는 하나하나의 별에 붙이게 되어 있다. 이 규칙에 따라 IAU는 2017년 9월 5일 고유명칭 아인알라미(Ainalrami)를 궁수자리 누¹ A에 부여했으며 현재 이 명칭은 IAU 인증 항성명칭목록에 포함되어 있다.
궁수자리 누¹과 누²는 궁수자리 타우, 궁수자리 프시, 궁수자리 오메가, 궁수자리 60, 궁수자리 제타와 함께 '알 우드히'(Al Udḥiyy, '타조들의 둥지')를 구성한다.

## 속성
궁수자리 누¹은 분광형 K1의 밝은 거성으로 겉보기등급은 +4.86이다. 누¹은 극소변광성(microvariable)으로 2.3043일을 1주기로 0.0078 등급만큼의 밝기 진폭을 보인다. 1982년 주성보다 더 뜨거운 반성 궁수자리 누¹ B가 발견되었으며 B의 분광형은 B9로 빠르게 회전하고 있다. A와 B는 약 370 일을 1주기로 질량 중심을 공전하고 있다. 겉보기 등급 +11.2의 반성 궁수자리 누¹ C는 A-B로부터 2.5 초각만큼 떨어져 A-B를 공전하고 있다.